# Nick Rimando
Nicholas Paul "Nick" Rimando (Montclair, 1979. június 17. –) amerikai válogatott labdarúgó, jelenleg a Real Salt Lake játékosa.

## Sikerek
Amerikai Egyesült Államok
- CONCACAF-aranykupa (1): 2013

DC United
- MLS Cup (1): 2004
- MLS Eastern Conference (1): 2004

Real Salt Lake
- MLS Cup (1): 2009
- MLS Eastern Conference (1): 2009
- MLS Western Conference (1): 2013

## Fordítás
- Ez a szócikk részben vagy egészben  a   Nick Rimando című angol Wikipédia-szócikk fordításán alapul.  Az eredeti cikk szerkesztőit annak laptörténete sorolja fel. Ez a jelzés csupán a megfogalmazás eredetét és a szerzői jogokat jelzi, nem szolgál a cikkben szereplő információk forrásmegjelöléseként.